# Choeroniscus godmani
Choeroniscus godmani — вид родини листконосові (Phyllostomidae), ссавець ряду лиликоподібні (Vespertilioniformes, seu Chiroptera).

## Середовище проживання
Країни поширення: Колумбія, Коста-Рика, Сальвадор, Французька Гвіана, Гватемала, Гаяна, Гондурас, Мексика, Нікарагуа, Суринам, Венесуела. Мешкає на висотах 0-1600 м. Пов'язаний з вологою зоною тропічного вічнозеленого лісу. Зустрічається в тропічних лісах і просіках в лісі, таких як болота і плантації, а також гірські ліси.

## Загрози та охорона
Загрози невідомі.